# Naoki Kawamae
Naoki Kawamae (jap. 川前 直樹, Kawamae Naoki; * 6. November 1982 in der Präfektur Nara) ist ein japanischer Badmintonspieler. Er spielt für die Werksmannschaft der NTT East.

## Karriere
Naoki Kawamae gewann 2007 den Titel im Herrendoppel bei den japanischen Einzelmeisterschaften gemeinsam mit Keishi Kawaguchi. Gemeinsam siegten beide auch bei den Canadian Open 2008. Bei den folgenden Estonian International startete Naoki Kawamae mit Shōji Satō und gestaltete auch diese siegreich. 2009 gewannen beide gemeinsam die Austrian International und die Swedish International Stockholm.

## Sportliche Erfolge
| Saison    | Veranstaltung                   | Disziplin    | Platz | Name                             |
| --------- | ------------------------------- | ------------ | ----- | -------------------------------- |
| 2007      | Japan: Einzelmeisterschaften    | Herrendoppel | 1     | Keishi Kawaguchi / Naoki Kawamae |
| 2008      | Canadian Open                   | Herrendoppel | 1     | Keishi Kawaguchi / Naoki Kawamae |
| 2008/2009 | Estonian International          | Herrendoppel | 1     | Naoki Kawamae / Shōji Satō       |
| 2009      | Canadian Open                   | Herrendoppel | 1     | Naoki Kawamae / Shōji Satō       |
| 2009      | Austrian International          | Herrendoppel | 1     | Naoki Kawamae / Shōji Satō       |
| 2009      | Swedish International Stockholm | Herrendoppel | 1     | Naoki Kawamae / Shōji Satō       |
| 2011      | Australia Open                  | Herrendoppel | 2     | Naoki Kawamae / Shōji Satō       |